# Plectorhinchus obscurus
Plectorhinchus obscurus es una especie de peces de la familia Haemulidae en el orden de los Perciformes.

## Morfología
• Los machos pueden llegar alcanzar los 100 cm de longitud total.

## Distribución geográfica
Se encuentra desde el Mar Rojo hasta Fiyi, el sur del Japón, Australia, Nueva Caledonia y Micronesia.